# 瓜德罗普海峡
瓜德罗普海峡（英語：Guadeloupe Passage）是中美洲加勒比地区的海峡，连接加勒比海和大西洋，分隔北面的蒙特塞拉特岛（英国海外领地）、安提瓜岛（安提瓜和巴布达岛屿）和南面的瓜德罗普岛（法国海外省）。